# Domenico Gilardoni
Pour les articles homonymes, voir Gilardoni.
Domenico Gilardoni est un poète et librettiste d'opéra italien né à Naples en 1798 et mort dans la même ville en 1831. Il a composé de nombreux livrets pour Gaetano Donizetti et Vincenzo Bellini après avoir succédé à Andrea Leone Tottola comme poète officiel du Teatro San Carlo de Naples.

## Œuvres

### Livrets d'opéra
- Bianca e Fernando, musique de Vincenzo Bellini, 1826
- Otto mesi in due ore, musique de Gaetano Donizetti, 1827
- Il borgomastro di Saardam, musique de Gaetano Donizetti, 1827
- Le convenienze teatrali, musique de Gaetano Donizetti, 1827
- L'esule di Roma, musique de Gaetano Donizetti, 1828
- Gianni di Calais, musique de Gaetano Donizetti, 1828
- Il paria, musique de Gaetano Donizetti, 1829
- Il giovedì grasso, musique de Gaetano Donizetti, 1829
- Il diluvio universale, musique de Gaetano Donizetti, 1830
- I pazzi per progetto, musique de Gaetano Donizetti, 1830
- Francesca di Foix, musique de Gaetano Donizetti, 1831
- Il ventaglio, musique de Pietro Raimondi, 1831
- La romanziera e l'uomo nero, musique de Gaetano Donizetti, 1831
- Fausta, musique de Gaetano Donizetti, 1832